# Église Sainte-Anastasie de Sainte-Anastasie
Pour les articles homonymes, voir Sainte-Anastasie.
L'église Sainte-Anastasie est une église située en France sur la commune de Sainte-Anastasie (Cantal), en région Auvergne-Rhône-Alpes.

## Historique
L’église est mentionnée pour la première fois en 1131, date à laquelle elle est donnée à l’abbaye de Moissac. Elle abritait les reliques de sainte Anastasie et de saint Loup. Des remaniements ont eu lieu au fil du temps, notamment au XVe siècle et à l’époque moderne.

### Protection
L'église est inscrite au titre des monuments historiques par arrêté du 28 avril 1986.

## Description
L’église se compose d’une nef à trois travées, dont les deux dernières sont bordées de chapelles latérales, et d’un chœur roman tréflé à l’intérieur avec un chevet plat à l’extérieur. Les chapelles de la seconde travée sont des copies modernes de celles du XVe siècle. Le mur plat du chevet est orné d’une arcature à cinq arcs en plein cintre reposant sur des colonnettes aux chapiteaux sculptés.